# Althaus (Adelsgeschlecht)

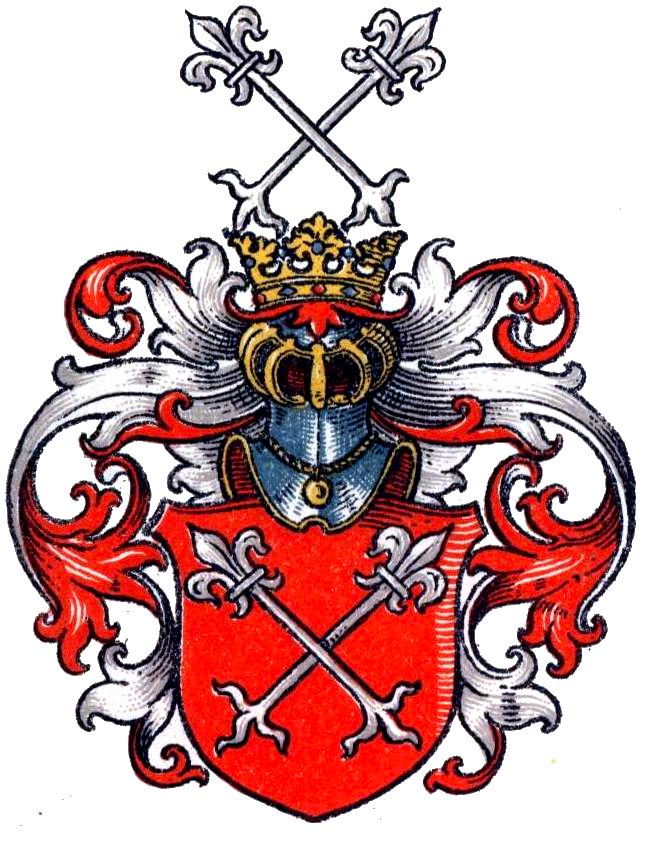
Stammwappen derer von Althaus

Die Herren von Althaus (auch Olthus, Oldenhus und Oldenhuys o. ä.) waren ein westfälisches Adelsgeschlecht.

## Geschichte
Der Stammsitz des Geschlechts, das ehemalige Rittergut Haus Althaus, liegt im Kirchspiel Nordwalde im Münsterland. Im Kirchspiel Nordwalde besaß das Geschlecht ferner die Güter Herzhaus (heute: Hof Wachelau) und Wulwekuhl.
Conradus de Oldenhus famulus kommt 1353 vor. Mitte des 16. Jahrhunderts errichtete Christian von Oldenhus einen Neubau der Herrenhauses der Wasserburg Haus Welbergen, die durch Eheschließung mit einer Erbtochter des Adelsgeschlechts Blome an Herren von Althaus gefallen war. Anna Dorothea Maria von Büren zu Mengede lebte 1729 als verwitwete von Althaus. Mit ihrem Ehemann scheint das Geschlecht im Mannesstamm erloschen zu sein.

## Wappen
In Rot zwei ins Andreaskreuz gelegte mit Wurzel ausgerissene weiße Lilien, die sich auf dem gekrönten Helm wiederholen. Die Helmdecke in rot-weiß.